# The More Things Change...
The More Things to Change... es el segundo álbum de la banda norteamericana de groove metal Machine Head, editado el 25 de marzo de 1997. Sigue las mismas características estilísticas que su antecesor, Burn My Eyes, y está considerado por muchos como mejor que los dos siguientes trabajos del grupo, The Burning Red y Supercharger, ya que estos están orientados hacia el nu metal. Constituye el último trabajo con el guitarrista original de la formación, Logan Mader, y el primero con el batería Dave McClain.
The More Things to Change... sigue en su mayor medida el estilo de Burn My Eyes, aunque presenta algunas diferencias con respecto a este, ya que los tempos de las canciones son más lentos y las guitarras son más pesadas, lo que confiere al disco una atmósfera de oscuridad y angustia.

## Lista de canciones
1. "Ten Ton Hammer" – 4:14
2. "Take My Scars" – 4:20
3. "Struck a Nerve" – 3:34
4. "Down to None" – 5:28
5. "The Frontlines" – 5:51
6. "Spine" – 6:38
7. "Bay of Pigs" – 3:46
8. "Violate" – 7:20
9. "Blistering" – 4:59
10. "Blood of the Zodiac" – 6:38
11. "The Possibility of Life's Destruction" (versión de Discharge)- 1:31 [*]
12. "My Misery" - 4:42 [*]
13. "Colors" (versión de Ice T) - 4:39 [*]

- Canciones presentes en la edición del disco en formato digipak.

## Personal
- Robb Flynn - Voz y guitarra
- Logan Mader - Guitarra
- Adam Duce - Bajo y coros
- Dave McClain - Batería

- Datos: Q771559